# 寇庆延
寇庆延（1912年3月—2016年6月12日），男，河南新县人，中华人民共和国政治人物。

## 生平

### 第一次国共内战
寇庆延是河南省新县陡山河乡白马山村人。因家道衰落，沦为佃户，辍学务农。1928年参加革命。同年，加入中国共产主义青年团，任乡苏维埃委员。1929年6月，参加光山县赤卫队。参加了白沙关“万人暴动”。1931年初，参加中国工农红军。同年，由杨济民介绍加入中国共产党。历任红四方面军十师三十团战士、班长、排长、团党委干事、连指导员。参加了鄂豫皖苏区第一至四次反“围剿”斗争。1932年10月，随红四方面军主力西征川陕后，任第十师保卫队指导员、川陕省边区苏维埃政治保卫总局秘书长、川陕省委秘书。
1935年5月，参加长征。10月，任红三十一军九十一师机要科长、侦察科长。1936年10月，到达甘肃南部会宁后，受到不公正待遇，受到重大处分，被分配到红三十一军政治部做抄写、油印工作。后任军教导队文书、援西军随营学校政治部秘书。

### 抗日战争
抗日战争时期，任八路军一二九师政治部锄奸科秘书、八路军新四旅锄奸科科长。1940年，新四旅党委决定取消其原处分。1942年，任冀南军区政治部锄奸部部长、冀鲁豫军区政治部锄奸部部长、冀南西进纵队政治部副主任。参加了上党战役、邯郸战役。

### 第二次国共内战
第二次国共内战时期，任晋冀鲁豫野战军第二纵队第五旅政委，先后参加了鲁西南战役中的龙固集、张风集和羊山集战斗。1947年8月，率部千里跃进大别山。1947年10月至1948年9月，成立鄂豫军区，他担任第一军分区第二政委。1949年2月，任鄂豫军区独立第三师政委，参与领导和组织了大别山清匪和土地改革工作。

### 人民共和国时期
中华人民共和国成立后，历任湖北省委社会部第一副部长兼公安厅第一副厅长，华南分局社会部副部长，广东省公安厅副厅长、厅长；1955年12月至1958年6月，担任广东省检察院检察长；后担任省委政法委边防部长，省委政法委员会主任。1965年12月，补选广东省副省长、省委常委，后担任中共广东顾问委员会第一副主任。是第三、四、五、六届全国人大代表。1985年离休。
2016年6月12日，在广州逝世，享年105岁。